# Piper ottoniifolium
Piper ottoniifolium är en pepparväxtart som beskrevs av C. Dc.. Piper ottoniifolium ingår i släktet Piper och familjen pepparväxter. Inga underarter finns listade i Catalogue of Life.